# Bergwerkseigentum
Bergwerkseigentum ist ein Rechtsbegriff aus dem Bundesberggesetz (BBergG) vom 13. August 1980; es bezeichnet eine Bergbauberechtigung. Das Bergwerkseigentum gewährt das Recht, den Bodenschatz, für den das Bergwerkseigentum verliehen ist, abzubauen. Das Bergwerkseigentum ist in der Fläche begrenzt und gilt bis zur ewigen Teufe, also theoretisch bis zum Erdmittelpunkt.

## Geschichte
Im frühen Regalbergbau wurden bei der Verleihung der Grubenfelder den Bergbautreibenden weitgehende Nutzungsrechte für das verliehene Grubenfeld erteilt. So wurden die verliehenen Grubenfelder betrachtet wie normales Grundeigentum, der Bergwerksbesitzer wurde als Eigentümer des ihm verliehenen Grubenfeldes betrachtet. Im 19. Jahrhundert änderte sich diese Rechtsauffassung. Das Bergwerkseigentum durfte nunmehr nur zu bergbaulichen Zwecken genutzt werden. Jede privatwirtschaftliche Nutzung von Bergwerkseigentum war somit untersagt.

## Heutige Regelungen
Das Bergwerkseigentum ist im Bundesberggesetz als zusätzliche Form der Bergbauberechtigung aufgeführt. Es unterscheidet sich inhaltlich nicht von der Bewilligung. Durch die Verleihung von Bergwerkseigentum werden dem Bergbautreibenden die gleichen Rechte gewährt wie bei einer Bewilligung. Allerdings kann ein Antragsteller gemäß § 13 Abs. 1 BBergG Bergwerkseigentum nur erwerben, wenn er schon Inhaber einer bergrechtlichen Bewilligung für die Nutzung der Bodenschätze des Feldes ist, für das er die Verleihung beantragt. Das Bergwerkseigentum ist ein grundstücksgleiches Recht, das vom Staat verliehen wird. Auf Bergwerkseigentum werden die geltenden Vorschriften des BGB für Grundstücke entsprechend angewendet, somit ist es grundbuch- und beleihungsfähig. Das Bergwerkseigentum wird beim Grundbuchamt in das Berggrundbuch eingetragen. Nach der Verleihung des Bergwerkseigentums wird dem Bergbautreibenden eine Berechtsamsurkunde zugestellt.
Die Verleihung von Bergwerkseigentum kann durch die Bergbehörde versagt werden, wenn
1. der Antragsteller nicht Inhaber einer Bewilligung für die Bodenschätze und das Feld ist, für die er die Verleihung des Bergwerkseigentums beantragt (Bergwerksfeld),
2. der Antragsteller nicht glaubhaft macht, dass in Zukunft mit einer wirtschaftlichen Gewinnung im gesamten beantragten Feld zu rechnen ist,
3. das Feld, in dem gewonnen werden soll, nicht dem § 4 Abs. 7 BBergG entspricht oder seine Begrenzung an der Oberfläche nach der horizontalen Projektion eine Fläche von mehr als 25 Quadratkilometer umfassen soll,
4. bestimmte Angaben und Unterlagen des Antragstellers zu den zu gewinnenden Bodenschätzen und zum Bergwerksfeld nicht oder nicht vollständig vorliegen.